# Vremenska prognoza
Vremenska prognoza (grč. πρόγνωσις: prethodno znanje), prognoza vremena ili predviđanje vremena je znanstveno utemeljeno predviđanje vremenskih prilika. Kratkoročne prognoze odnose se obično na 3 dana, srednjoročne prognoze daju se za razdoblje od 3 do 7 dana, a dugoročne prognoze za razdoblje dulje od 10 dana, na primjer za jedan mjesec ili godišnje doba. Osim toga postoje i specijalne prognoze, koje se daju za posebne namjene, kao i neposredni izgledi za razvoj vremena od samo nekoliko sati unaprijed. O duljini prognoziranoga razdoblja ovisi i sadržaj prognoze: kratkoročne prognoze sadrže tijek vremena i, u pravilu, veličinu prognoziranih meteoroloških pojava na određenom području te danas općenito imaju vrlo visok stupanj uspješnosti, a srednjoročne su prognoze općenite i u pravilu grubo naznačuju karakter vremena. Dugoročne su prognoze još u eksperimentalnoj fazi i sadrže značajke vremena izražene odstupanjem meteoroloških pojava od srednjih vrijednosti za promatrano razdoblje i područje. Specijalne prognoze vremena izrađuju se na primjer za potrebe zrakoplovstva tako da se za određenu rutu predviđa razvoj vremenskih prilika na određenim visinama, za potrebe pomorstva uključuju uz meteorološke pojave i stanje mora na određenom akvatoriju, dok se za potrebe vojske, privrede i prometa u prognozama specificiraju meteorološke pojave značajne za odvijanje planiranih operacija, radova i slično. Posljednjih desetljeća vremenske se prognoze osnivaju uglavnom na rezultatima numeričkih prognostičkih modela stanja atmosfere dobivenima s pomoću vrlo brzih superračunala.
Predviđanja mogu biti kratkoročna (za isti dan) ili dugoročna (za razdoblja od nekoliko mjeseci). Svjetske meteorološke stanice istovremeno svaka 3 sata bilježe atmosferske prilike, a sinoptičke vrijednosti koje dobiju šalju se u 13 glavnih meteoroloških središta Svjetske meteorološke organizacije, gdje se pohranjuju u računala, a meteorolozi na temelju njih rade vremenske prognoze.
Prva vremenska prognoza objavljenja je u britanskim novinama Daily News 1848. Od tada je mjerenje atmosferskih prilika sve naprednije. Meteorološke postaje su prisutne svuda. Opremljene su termometrima, higrometrima, anemometrina, kišomjerima i barometrima. Osim u postajama, podatci se prikupljaju i putem metereoloških balona, metereoloških zrakoplova, metereoloških satelita i radara.
Postoje i neki prirodni pokazatelji u prognoziranju vremena. Tako zatvorene ljuske češera bora upozoravaju na kišu, mlohava morska alga znači prisutnost vlažnog zraka, a stisnuta i kovrčava vuna prisutnost suhog zraka.

## Analiza vremenskih karata
Analiza vremenskih karata sastoji se od nekoliko koraka kojima se dobiva jedinstvena slika vremenskog stanja nad područjem prikazanim na karti. Pri analizi vremenske karte upotrebljavaju se modeli vremenskih stanja i promjena. Modeli se zasnivaju na pretpostavci prostornog i vremenskog kontinuiteta pojava u atmosferi: vremenske pojave premještaju se s jednog na drugi dio Zemljine kugle i pri tom se u većoj ili manjoj mjeri mijenjaju. 
Na sinoptičkoj karti obično se najprije označe područja određenog tipa vremena, odnosno zračnih masa. Određenom simbolikom ili bojom označuju se područja oborina (kiše, snijega ili rosulje), magle, grmljavine, sijevanja, pljuskova i drugo. Ta su područja najčešće vezana uz atmosferske fronte, to jest granične plohe zračnih masa, kojima se točan položaj određuje prema nizu znakova, odnosno svojstava vremena. 
Važan dio analize obuhvaća utvrđivanje baričkog polja: ciklona i anticiklona pomoću izobara, redovito za svakih 5 mbar razlike tlaka zraka. Crtanje izobara (krivulja jednake promjene tlaka) na sinoptičkim kartama dopunjuje analizu položaja fronta i baričkih sustava općenito.
Analiza visinskih karata obuhvaća crtanje izohipsi geopotencijala (u dekametrima), izotermi, te linija jednakog deficita rosišta. Pri analizi visinskih karata uzima se u obzir da su vremenske prilike pri tlu povezane s baričkim poljem u visini i da među njima postoji konzistentnost. Tako se dobiva trodimenzionalna slika stanja atmosfere nad širokim područjima.

## Predviđanje ili prognoza vremena
Pod predviđanjem vremena ili prognozom vremena podrazumijava se određivanje budućeg stanja atmosfere u određenom vremenskom razdoblju, a na temelju poznatog početnog stanja te vanjskih utjecaja koji dovode do preraspodjele energije u atmosferi. Za točnu vremensku prognozu potrebni su podaci o prošlom stanju atmosfere, razumijevanje fizikalnih zakona koji upravljaju atmosferskim pojavama i tehnička sredstva za prikupljanje, brzo dostavljanje i obradu meteoroloških i aeroloških podataka. Predviđanje vremena može biti kratkoročno, srednjeročno i dugoročno. Kratkoročno predvođanje daje pojedinosti daje pojedinosti razvoja vremenskih prilika iznad određenog manjeg područja za sljedećih 24 do 48 sati ili za još kraće razdoblje. Srednjeročno predviđanje daje opće stanje vremena na nešto širem zemljopisnom području za 3 do 10 dana unaprijed. Dugoročno predviđanje daje samo osnovna svojstva prosječnog ili dominantnog vremena za sljedeći mjesec ili za još duže razdoblje, i to obično kao odstupanja pojedinih meteoroloških pojava (temperatura, oborina i drugo) od normalnih sezonskih (mjesečnih) vrijednosti. 
Postoje dvije osnovne metode za izradu predviđanja vremena: sinoptička metoda i numerička metoda.

### Sinoptička metoda
Tom se metodom podaci meteoroloških mjerenja, prikazani na sinoptičkim kartama, sintetiziraju u neki dinamički logičan model atmosfere, pa se ekstrapolacijom ranijeg toka atmosferskih procesa, usporedbom s razvojem sličnih vremenskih prilika u prijašnjim razdobljima, i prema vremenskim promjenama koje se očekuju na osnovi kvalitativnofizikalnog zaključivanja, procjenjuju najvažnija svojstva budućih vremenskih prilika. U ta svojstva spadaju: položaj i jakost (intenzitet) ciklona, anticiklona, atmosferskih fronta, strujanja zraka u gornjim slojevima troposfere i tako dalje. Zatim se iz tako predviđenih svojstava vremena izvedu zaključci o meteorološkim pojavama kao što su oborine, temperatura, tip naoblake, vjetar i tako dalje, primjenjujući različite modele i uzimajući u obzir djelovanje zračenja Sunca i Zemlje, prijenosa (advekcije) topline u zračnoj masi, topografskih utjecaja na zračna strujanja i tako dalje. 
Danas se svakodnevno dobiva veoma mnogo meteoroloških i aeroloških podataka o stanju atmosfere, ali je sinoptička metoda u stanju da uzme u obzir i da iskoristi samo manji dio od tog obilja informacija. 
Do pedesetih godina 20. stoljeća upotrebljavale su se za predviđanje vremena samo poluempiričke (poluiskustvene) metode. Razvojem elektroničke obrade podataka postepeno su se počeli upotrebljavati objektivniji postupci prognoziranja vremena, ali još i danas u nekim zemljama poluempiričke metode služe za kratkoročne i srednjeročne prognoze, postižući točnost od oko 80%. Međutim, ako se barički sustavi naglo mijenjaju, poluempiričke metode obično ne daju ispravno predviđanje vremena.

### Numeričke metode
Jedan od osnivača moderne meteorologije, Norvežanin Jacob Bjerknes, postavio je početkom 20. stoljeća matematičke osnove za izradu objektivnog predviđanja budućeg stanja atmosfere na osnovi sadašnjeg stanja. Matematički model takve numeričke metode, zasnovane na zakonima mehanike fluida i termodinamike, razradio je već engleski meteorolog L. F. Richardson, ali je u to doba takav model bio praktički neupotrebljiv, jer se nije raspolagalo s dovoljno polaznih podataka o stanju atmosfere (meteoroloških postaja je u to vrijeme bilo relativno malo, a aerološke stanice nisu ni postojale), a nisu postojali ni računski strojevi sposobni da u dovoljno kratkom roku riješe ogroman broj jednadžbi. Tek kad se nakon Drugog svjetskog rata naglo povećala i proširila mreža meteoroloških i aeroloških stanica, uz istodobno brzi razvoj tehnike meteoroloških i aeroloških mjerenja i tehnike informacija, te kad su se u meteorološkim centrima počela upotrebljavati elektronička računala velikog učina (kapaciteta) i velike brzine, stvoreni su uvjeti za praktičnu primjenu numeričkih metoda predviđanja vremena. Od tada predviđanje stanja atmosfere koristi numeričku analizu i proračunavanje na osnovi jednadžbi gibanja atmosfere (hidrodinamička metoda), ili statističkom obradom podataka o ponašanju vremena (statistička metoda).

#### Hidrodinamička metoda
Hidrodinamička metoda prognoze vremena određuje buduće vremenske prilike numeričkim rješavanjem jednadžbi postavljenih na osnovi mehanike fluida i termodinamike, koje određuju gibanja i promjene stanja atmosfere. Podaci o početnom stanju atmosfere dobivaju se mjerenjima tog stanja u čvornim točkama pravokutne mreže mjernih stanica određene na standardnim izobarnim plohama. Ta mreža pokriva neko veliko područje, obično jedan kontinent ili čitav svijet. Razmak između dva susjedna čvora iznosi od 300 do 500 kilometara. Kao polazni podaci proračuna služe određene vrijednosti meteoroloških promjenjivih (varijabli) i njihove derivacije po vremenu (brzine gibanja zraka, brzine promjene tlaka i temperature i tako dalje) i po prostornim koordinatama (gradijenti brzine gibanja zraka, gradijenti tlaka i temperature i tako dalje). U proračunu se uzimaju za sada u obzir djelomice i poremećajni čimbenici, kao što su izvori topline na tlu Zemlje (unutrašnja topla mora, velika topla jezera), utjecaji reljefa tla i nejednake raspodjele kopna i vode i tako dalje. 
Zakoni se gibanja atmosfere mogu izraziti skupom parcijalnih diferencijalnih jednadžbi koje povezuju trenutnu brzinu promjene meteoroloških varijabli s njihovom trenutnom raspodjelom u prostoru. Integracijom slijeda infinitezimalnih promjena meteoroloških promjenjivih u toku vremena, od kojih je svaka varijabla određena raspodjelom koju je imala u prethodnom trenutku, mogla bi se dobiti prognoza promatrane meteorološke pojave za budući, ograničeno vremensko razdoblje. Međutim, zbog nelinearnosti jednadžbi te složenosti i raznolikosti podataka, takva je integracija u praksi nemoguća, nego se postupkom približenja (aproksimacije) konačnih razlika računaju uzastopne promjene meteoroloških promjenjivih vrijednosti u malom, konačnom vremenskom razdoblju na čvorovima mreže. Dakle, složeni sustav diferencijalnih jednadžbi rješava se korak po korak, pa polazeći od početnog stanja atmosfere u trenutku t0, proračunavaju se uzastopna buduća stanja u trenucima t1, t2, t3 … tn. Kao rubni uvjeti uzimaju se donekle stanje atmosfere na rubovima područja za koje se određuje prognoza, procesi uzajamnog djelovanja između atmosfere u donjem sloju troposfere i Zemljinog tla, zatim utjecaji viših slojeva atmosfere. 
Za takav numerički proračun treba u prilično kratkom roku obaviti mnogo matematičkih operacija, što još uvijek prelazi mogućnosti čak i današnjih najsnažnijih elektroničkih računala. Zato se diferencijalne jednadžbe stanja atmosfere nastoje pojednostaviti, zanemarujući ona atmosferska gibanja koja imaju malu meteorološku važnost, kao što su akustički i gravitacijski valovi. Zbog tih pojednostavljenja pretpostavlja se da su atmosferska gibanja velikih razmjera kvazistatična, kvazigeostrofična i da su vodoravno kvazinedivergentna. 
Zbog nedovoljno guste svjetske mreže mjernih meteoroloških stanica, a i nedovoljne točnosti mjerenja i stoga nedovoljno određenog stanja atmosfere na rubovima područja za koje se određuje prognoza, hidrodinamičnom se metodom najuspješnije dobivaju kratkoročne prognoze do 2 - 3 dana unaprijed, i to za relativno velika područja linearnih dimenzija većih od 2 000 kilometara, dok se za duže vremensko razdoblje i za manje zemljopisno područje ta metoda uvijek nije dovoljno pouzdana.

#### Statističke metode
Statističke metode prognoze vremena zasnivaju se na statističkoj obradi podataka o ranijem ponašanju vremena. Takve prognoze mogu biti ili čisto statističke ili analogne, dajući ili očekivanu vrijednost neke određene meteorološke pojave (na primjer iznos brzine vjetra) ili vjerojatnost neke vremenske pojave (na primjer magle).

### Analogni postupak
Analogni postupak prognoze vremena polazi od pretpostavke da će se u sličnim atmosferskim uvjetima vrijeme razvijati na sličan način. Prema tome, ako se za sadašnje početno stanje atmosfere mogu pronaći podaci za neko ranije analogno stanje atmosfere, tada se prema razvoju tog ranijeg stanja može odrediti stupanj vjerojatnosti da će se i sadašnje stanje razvijati približno jednako. 

### Operativni čimbenici prognoze vremena
Izrada rutinskih prognoza vremena zahtijeva složeni sustav motrenja i mjerenja vremenskih procesa (u meteorološkim postajama, pomoću radara, satelita i aviona), brz prijenos podataka telekomunikacijama do regionalnih, nacionalnih i svjetskih meteoroloških centara, kontrolu i obradu podataka elektroničkim računalima, te konačno izradu numeričkih prognoza vremena koje obuhvaćaju prognostičke karte izobarnih ploha i prognoze pojedinih meteoroloških pojava. Dalje poboljšanje točnosti prognoza zavisi od proširenja mreže stanica za mjerenje stanja atmosfere, daljeg usavršavanja numeričkih modela te mogućnosti upotrebe snažnijih i bržih elektroničkih računala. Sadašnji numerički modeli dobro služe za prognoze od 3 do 4 dana unaprijed, no s produženjem razdoblja prognoze točnost osjetno slabi. Neke meteorološke službe u svijetu izdaju mjesečne prognoze vremena, koje su zasad samo približne i pokusne. Pokusi koji su obavljani u Ujedinjenom Kraljevstvu s atmosferskim modelom u 5 razina daju ohrabrujuće rezultate i obećavaju da će upotreba hidrodinamičkih metoda zamijeniti iskustvene i najveći dio analognih metoda dugoročne prognoze.

## Međunarodna suradnja meteoroloških službi
Razmjena meteoroloških podataka zahtijeva međunarodnu suradnju, a načela takve suradnje u području meteorologije utvrđene su na Drugoj meteorološkoj konferenciji u Leipzigu (1872.) i na Prvom međunarodnom meteorološkom kongresu u Beču (1873.). Kao rezultat tih sastanaka osnovana je 1878. u Utrechtu (Nizozemska) Međunarodna meteorološka organizacija (eng. International Meteorological Organization ili IMO).  Međunarodna meteorološka organizacija pretvorena je 1947. u Svjetsku meteorološku organizaciju (eng. World Meteorological Organization ili WMO) koja je postala jedna od specijaliziranih agencija Ujedinjenih naroda (1951.)
Radi brže razmjene meteoroloških informacija potrebno je skratiti vrijeme sakupljanja i prijenosa podataka, koje je u zadnje vrijeme sve brže. Da bi se uspostavila meteorološka motrenja u slabo naseljenim područjima, uz primjenu svjetskog sustava informacija sa satelita i drugih tehničkih sredstava, na poticaj WMO u tu je svrhu 1968. osnovana posebna služba nazvana Svjetsko meteorološko bdjenje (eng. World Weather Watch ili WWW). 
Usprkos mnogim uspjesima, po kojima je svojstven razvoj meteorologije u zadnje vrijeme, valja istaći da su mnogi problemi ostali neriješeni. To se prije svega odnosi na međusobno djelovanje atmosfere i oceana, na opću cirkulaciju atmosfere, onečišćenost atmosfere, nastanak i razvoj uragana, veze procesa u atmosferi s onima na Suncu, nastanak oblaka i oborina i drugo. S tim je u vezi i problem dugoročne prognoze vremena (za mjesec, sezonu u duža razdoblja), te problem promjene klime uvjetovane prirodnim i ljudskim utjecajima. 
Svi ti problemi obuhvaćeni su u Svjetskom atmosferskom istraživačkom programu (eng. Global Atmospheric Research Programme ili GARP), koji uključuje sljedeće velike potprograme: Tropski (TROPEX), Polarni (POLEX), Složeni energetski (CONEX), Monsunski (MONEX) i Alpski pokus (ALPEX). Prvi ograničeni pokus, takozvani Atlantski tropski pokus, proveden je 1974., a obuhvatio je cijeli tropski pojas između Afrike i Amerike, i u njemu su, osim 35 brodova i 12 aviona, sudjelovale mnoge kopnene stanice i dva sustava umjetnih satelita. 
Za prvi svjetski pokus, proveden 1979., upotrebljeni su podaci meteoroloških satelita u polarnoj putanji i 5 geostacionarnih satelita. Za područje Europe posebno je važan geostacionarni satelit METEOSAT, koji je izbačen u putanju 23. studenog 1977., a nalazio se iznad Gvineskoj zaljeva na visini od 36 000 km. METEOSAT je svakih pola sata slao sliku velikog dijela Zemljine površine u vidljivu i infracrvenu dijelu spektra te slao podatke o vodenoj pari, a osim toga prikupljao i prenosio središnjoj stanici u Darmstadtu podatke s mjernih platformi. Tako je postalo moguće da se, uz obilje normalnih podataka mjerenja atmosfere, po prvi put dobiju vrlo precizni i potpuni podaci o stanju atmosfere, što će nesumljivo doprinijeti bržem rješavanju još neriješenih problema.

## Vanjske poveznice
- Europski centar za srednjoročne vremenske prognoze (ECMWF)
- Državni hidrometeorološki zavod
- Vremenska prognoza Hrvatske